# پهن‌سرک
پهن‌سرک (نام علمی: Platycraniellus) نام یک سرده از راسته ددکمانان است.